# Artomyces microsporus
Artomyces microsporus är en svampart som först beskrevs av Qiu X. Wu & R.H. Petersen, och fick sitt nu gällande namn av Lickey 2003. Artomyces microsporus ingår i släktet Artomyces och familjen Auriscalpiaceae.   Inga underarter finns listade i Catalogue of Life.